# Baptiste Serin
Baptiste Serin (La Teste-de-Buch, 20 de junio de 1994) es un jugador francés de rugby que se desempeña como medio scrum y juega en el Rugby-Club Toulonnais del Top 14. Es internacional con Les Bleus desde 2016.

## Selección nacional
Representó a Les Bleuets en 2013 y 2014, compitiendo en el Campeonato Mundial de Francia 2013 donde los locales finalizaron sextos y en Nueva Zelanda 2014 repitiendo la posición.
Guy Novès lo seleccionó a Les Bleus para participar de los test matches de mitad de año 2016 donde debutó en la derrota frente a los Pumas, Serin fue titular. Fue convocado al Torneo de las Seis Naciones 2017 donde sería titular indiscutido en todos los partidos. Actualmente disputa su puesto con la estrella Morgan Parra.
Fue confirmado nuevamente para los test matches de fin de año 2018. En total lleva 21 partidos jugados y 60 puntos marcados.

## Palmarés
- Campeón del Seis Naciones M20 de 2014.